# Marie Dutry-Tibbaut
Marie Odile Alphonsine Dutry-Tibbaut (Kalken, 6 december 1871 – Gent, 9 januari 1953) was een Belgische kunstschilderes.

## Leven en werk

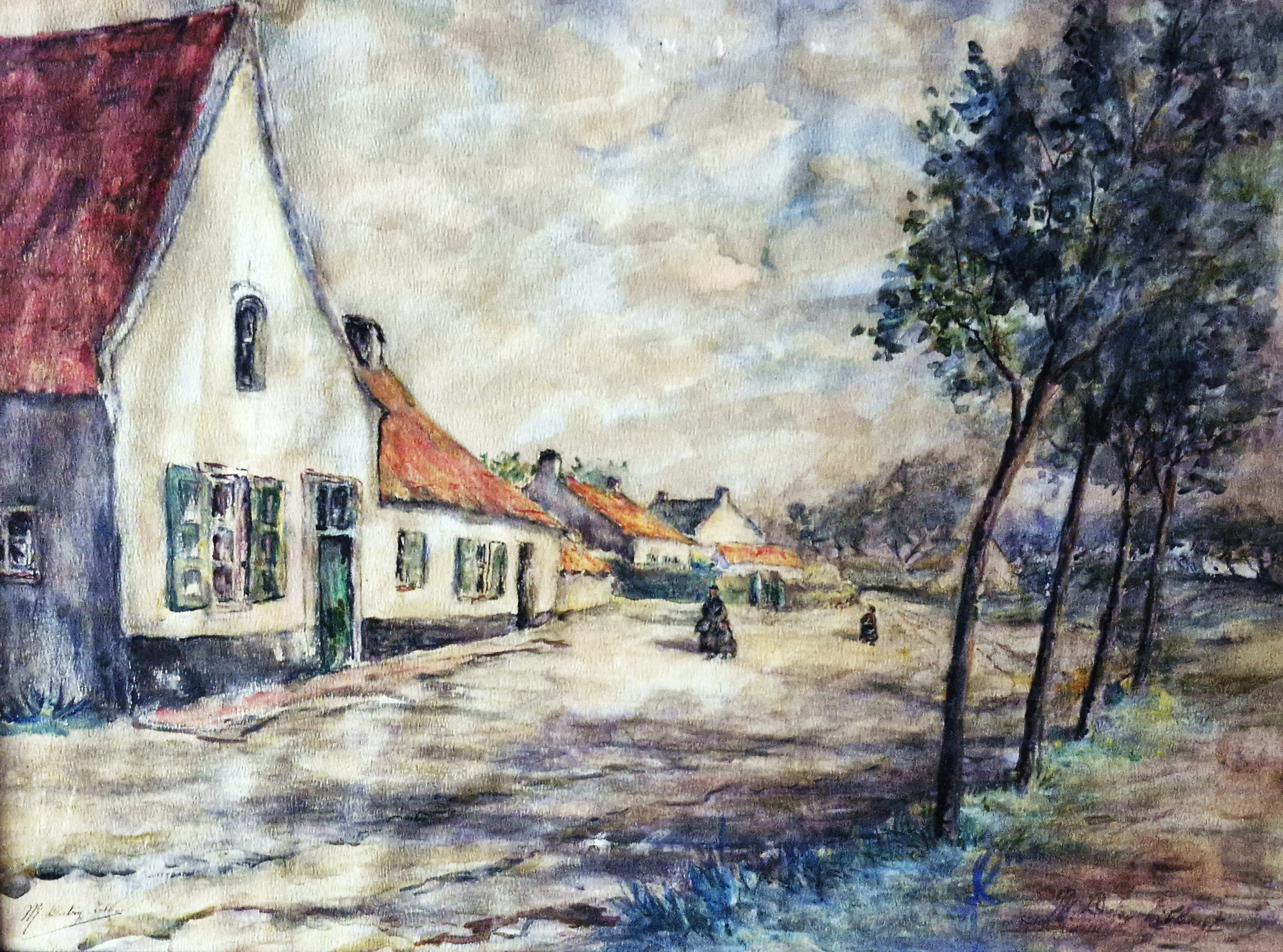
Marie Dutry-Tibbaut

Dutry-Tibbaut was een dochter van notaris Adolphe Hyacinthe Tibbaut, burgemeester van Kalken, en van Antoinette Renilde De Vuyst. Zij is de zus van de katholieke politicus Emile Tibbaut. Zij trouwde te Kalken op 8 december 1894 met Albert Dutry. Uit dit huwelijk werden de schilder Edmond Dutry en van de schilder en beeldhouwer Jean-Marie Dutry geboren.
Dutry-Tibbaut kreeg haar opleiding bij kunstschilder Jozef-Xavier Vindevogel en werd beïnvloed door Gustave Den Duyts, Maurice Hagemans en Victor Uytterschaut, voor wie zij een grote bewondering koesterde. Zij gaf voorkeur aan de aquarelkunst en schilderde vooral impressionistische landschappen, hoeve- en dorpsgezichten. Zij vond tevens inspiratie in het Zuiden van Frankrijk en de Ardennen. Zij was ook werkzaam als schilderes op porselein. Zij stelde haar werken tentoon o.a. op de Cercle Artistique et Littéraire te Gent, waar zij een actief lid van werd.
De kunstenares overleed in Gent en werd begraven in het Campo Santo te Sint-Amandsberg.